# VAG-73
VAG-73 (tiếng Nga: ВАГ-73) là loại súng ngắn bắn đạn không vỏ do Vladimir Alekseevich Gerasimenko phát triển. Mặc dù không được đào tạo chuyên môn về thiết kế vũ khí nhưng Gerasimenko đã tham gia phát triển các mẫu súng thể thao và súng chiến đấu từ năm 1942 trong chiến tranh thế giới thứ hai, đến năm 1970 ông bắt đầu phát triển loại đạn 7,62mm không vỏ cũng như các mẫu súng sử dụng loại đạn này. Với nghiên cứu này ông đã nhận được 7 bằng sáng chế. Tuy nhiên do các khó khăn kỹ thuật thời đó cũng như lực lượng quân đội Liên Xô không quan tâm lắm đến loại súng này nên VAG-73 chưa bao giờ được trang bị đại trà. Tuy nhiên các thiết kế của loại súng này cũng được sử dụng cho các loại súng khác phát triển sau đó.

## Thiết kế
Súng có kích thước 235x135x28 mm, cơ chế điểm hỏa bằng búa với hai chế độ bắn là hai viên và tự động. Hộp đạn được làm bằng thép không rỉ được thiết kế nghiêng về phía trước. Để đảm bảo độ chính xác trong việc bắn tự động bộ phận hãm khí nén đặc biệt được thiết kế cho súng, nó làm chậm các bộ phận chuyển động trong súng khi bắn không cho chúng dừng lại đột ngột khi kết thúc chu kỳ chuyển động vì như thế sẽ tạo ra lực giật làm giảm độ chính xác.
Bộ phận hãm khí nén được phát triển để giúp xạ thủ lấy lại đường ngắm cho súng khi bắn với chế độ bắn hai viên và tự động bằng việc giảm lực giật do các bộ phận chuyển động trong súng tạo ra khi bắn. Khi bộ phận nạp đạn bắt đầu di chuyển về phía sau, nó sẽ tác động vào một đòn bẩy chuyển tiếp để truyền động vào một pít ton nhôm. Không khí trong pít ton sẽ bị đẩy ra ngoài qua van và hình thành một vùng chân không giữ chặt không cho pít ton di chuyển đồng thời khi đẩy không khí trong pit tong ra ngoài bộ phận nạp đạn cũng đã bị chậm đi nhiều khiến cho lực quán tính tạo độ giật ngược của khối khi lùi bị mất đi khi kết thúc chu kỳ lùi. Khi kết thúc chu kỳ lùi thanh truyền động của bộ phận nạp đạn móc vào cần quay quấn lò xo của búa điểm hỏa, cần quay này nối vào pít tong đang bị chân không giữ chặt, lò xo sẽ tiếp tục đẩy từ từ bộ phận nạp đạn lên phía trước chống lại sự chênh lệch áp suất trong pít tong và khi bộ phận nạp đạn kết thúc chu kỳ di chuyển lên phía trên với ít lực quán tính tác động vào súng nhất thì búa điểm hỏa cũng đã vào vị trí sẵn sàng khai khỏa.
Nòng súng được gắn với thân súng bằng một thanh trụ dọc gắn vào một khe phía trên vành bảo vệ cò súng. Nó sẽ được cố định bằng một đinh ghim xo nằm ngang. Khung súng được làm bằng thép hợp kim đặc biệt được ép khá mỏng và nhẹ nhưng rất chắc và rất bền. Tuy nhiên loại vật liệu được sử dụng để làm loại súng này chỉ được sử dụng trong ngành hàng không, cũng như cách mạ và gia công của loại súng này rất tinh vi do Gerasimenko là một kỹ sư hàng không và nơi ông làm loại súng này là một nhà máy chế tạo máy bay nơi mà các kỹ sư cơ khí chuyên nghiệp, những người thích sự hoàn hảo tinh vi và phức tạp làm việc nên loại súng này gặp rào cản rất lớn về công nghệ cho việc chế tạo hàng loạt.
Loại đạn của loại súng này là đạn 7,62mm không có vỏ, thuốc súng được nhồi thẳng vào một lỗ khoan ở phía sau đầu đạn. Việc này giúp giảm thể tích và trọng lượng của viên đạn giúp cho hộp đạn chứa được nhiều đạn hơn.